# Верхние Орешники
Ве́рхние Оре́шники (до 1948 года Ве́рхние Фундуклы́ ; укр. Верхні Орішники, крымскотат. Yuqarı Fındıqlı, Юкъары Фындыкълы) — село в Белогорском районе Республики Крым, входит в состав Зуйского сельского поселения (согласно административно-территориальному делению Украины — Зуйского поселкового совета Автономной Республики Крым).

## Население
| 2001 | 2014 |
| ---- | ---- |
| 226  | ↘212 |

Всеукраинская перепись 2001 года показала следующее распределение по носителям языка
| Язык             | Процент |
| ---------------- | ------- |
| русский          | 58.41   |
| крымскотатарский | 39.38   |
| украинский       | 1.77    |
| другие           | 0.44    |

### Динамика численности
| - 1805 год — 114 чел. - 1864 год — 22 чел. - 1892 год — 20 чел. - 1900 год — 19 чел. - 1915 год — 56 чел. | - 1926 год — 135 чел. - 1989 год — 153 чел. - 2001 год — 226 чел. - 2009 год — 230 чел. - 2014 год — 212 чел. |

## Современное состояние
На 2017 год в Верхних Орешниках числится 4 улицы; на 2009 год, по данным поссовета, село занимало площадь 43,9 гектара на которой, в 78 дворах, проживало 230 человек.

## География
Верхние Орешники расположены на западе района, у границы с Симферопольским. Село находится в предгорье Внутренней гряды Крымских гор, в долине речки Фундуклы, левого притока реки Зуи, высота центра села над уровнем моря — 336 м. Соседние сёла: Петрово и Нижние Орешники — в 1,7 километра соответственно выше и ниже по долине; расстояние до райцентра — около 30 километров (по шоссе), ближайшая железнодорожная станция — Симферополь — примерно в 24 километрах. Транспортное сообщение осуществляется по региональной автодороге 35Н-090 Зуя — Барабановка (по украинской классификации — С-0-10314).

## История
Существовали ли изначально две современные части селения, по доступным историческим документам установить пока не удалось. Первое документальное упоминание встречается в Камеральном Описании Крыма… 1784 года, судя по которому, в последний период Крымского ханства Фундуклы входили в Салгирский кадылык Акмечетского каймаканства. После присоединения Крыма к России (8) 19 апреля 1783 года, (8) 19 февраля 1784 года, именным указом Екатерины II сенату, на территории бывшего Крымского Ханства была образована Таврическая область и деревня была приписана к Симферопольскому уезду. После Павловских реформ, с 1796 по 1802 год, входила в Акмечетский уезд Новороссийской губернии. По новому административному делению, после создания 8 (20) октября 1802 года Таврической губернии, Фундуклы были включены в состав Аргинской волости Симферопольского уезда.
По Ведомости о всех селениях в Симферопольском уезде состоящих с показанием в которой волости сколько числом дворов и душ… от 9 октября 1805 года, в одной деревне Фундуклы числилось 23 двора, 110 крымских татар и 4 цыган. На военно-топографической карте генерал-майора Мухина 1817 года опять одна деревня Фундуклы обозначена с 12 дворами. После реформы волостного деления 1829 года Фундуклы, согласно «Ведомости о казённых волостях Таврической губернии 1829 года», остался в составе преобразованной Аргинской волости. На карте 1836 года впервые обозначен отдельно хутор Фундуклы, на месте Верхних Орешников, а на карте 1842 года деревня Фундуклы обозначена условным знаком «малая деревня», то есть, менее 5 дворов.

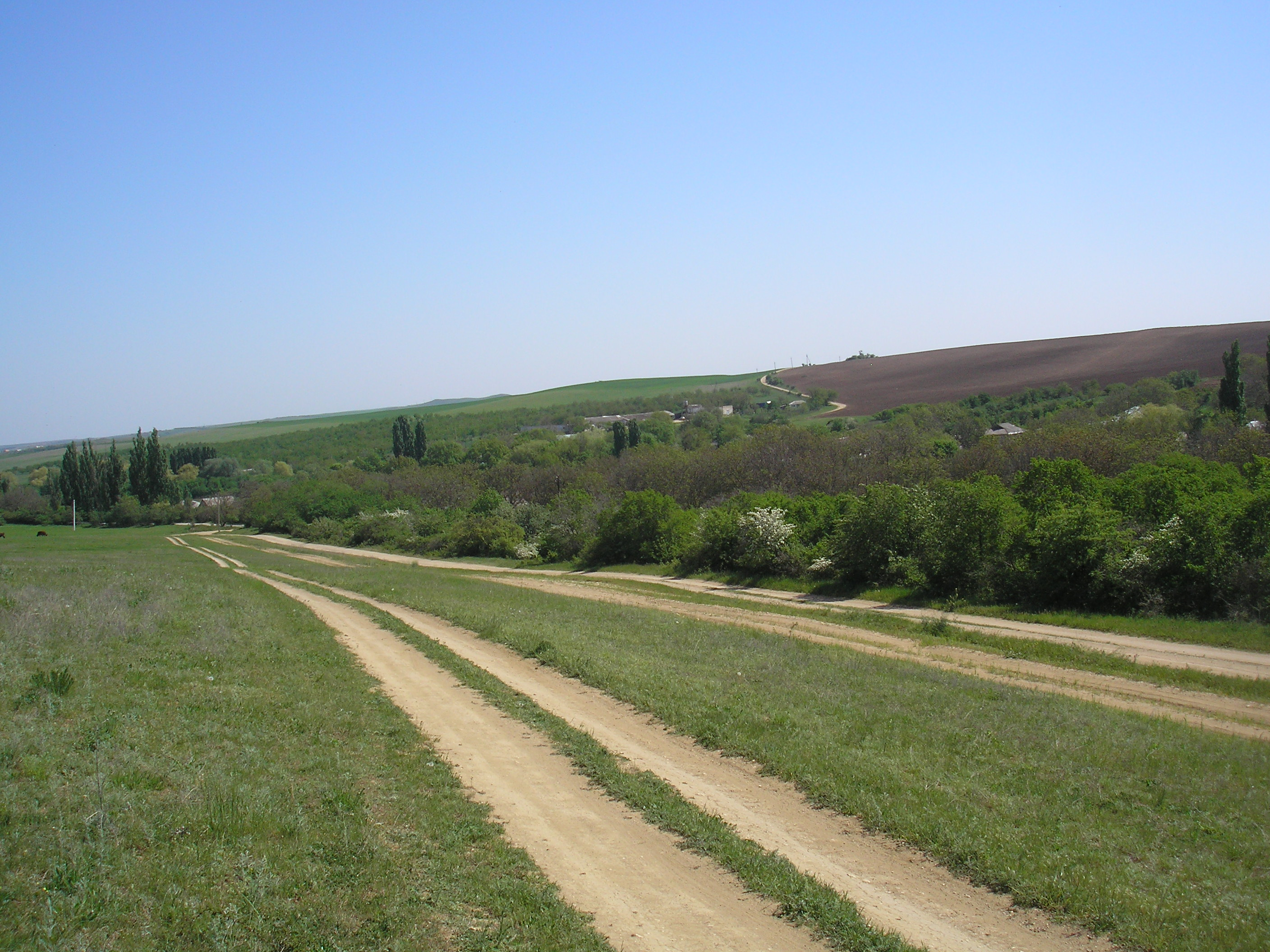

В 1860-х годах, после земской реформы Александра II, деревню приписали к Зуйской волости. В «Списке населённых мест Таврической губернии по сведениям 1864 года», составленном по результатам VIII ревизии 1864 года, числится хутор Аббат Милот с 1 двором и 8 жителями при речке Фондукли' (на трёхверстовой карте Шуберта 1865—1876 года на хуторе Фундуклы обозначен 1 двор). Вскоре после Крымской войны, видимо, по причине эмиграции татар в Османскую империю, деревня сильно опустела и в «Памятной книге Таврической губернии 1889 года» Фундуклы не числятся.
После земской реформы 1890 года деревня осталась в составе обновлённой Зуйской волости. На верстовой карте 1890 года в деревне также обозначено 3 двора с французско-русским населением. Согласно «…Памятной книжке Таврической губернии на 1892 год», в деревне Фундуклы, входившей в Барабановское сельское общество, было 20 жителей в 3 домохозяйствах, все безземельные. По «…Памятной книжке… на 1900 год» в деревне 19 жителей в 3 дворах и 1830 десятин земли в общинном владении. По Статистическому справочнику Таврической губернии. Ч.II-я. Статистический очерк, выпуск шестой Симферопольский уезд, 1915 год, на хуторе Фундуклы-Французские Зуйской волости Симферопольского уезда числилось 7 дворов со смешанным населением в количестве 56 человек приписных жителей, из которых 26 мужчин и 30 женщин. Жители владели 230 десятинами удобной земли. В хозяйствах имелось 52 лошади, 36 волов, 14 коров и 170 голов мелкого скота.
После установления в Крыму Советской власти, по постановлению Крымревкома от 8 января 1921 года была упразднена волостная система и село включили в состав вновь созданного Подгородне-Петровского района Симферопольского уезда, а в 1922 году уезды получили название округов. 11 октября 1923 года, согласно постановлению ВЦИК, в административное деление Крымской АССР были внесены изменения, в результате которых был ликвидирован Подгородне-Петровский район и образован Симферопольский и село включили в его состав. Согласно Списку населённых пунктов Крымской АССР по Всесоюзной переписи 17 декабря 1926 года, в селе Фундуклы Верхние (французские), в составе Зуйского сельсовета (в котором село состоит всю дальнейшую историю) Симферопольского района, числилось 25 дворов, все крестьянские, население составляло 135 человек, из них 84 русских, 29 немцев, 1 украинец, 1 белорус, 20 записаны в графе «прочие», действовала русская школа. Постановлением ВЦИК от 10 июня 1937 года был образован новый, Зуйский район, в который вошло село. В период оккупации Крыма, 13 и 14 декабря 1943 года, в ходе операций «7-го отдела главнокомандования» 17 армии вермахта против партизанских формирований, была проведена операция по заготовке продуктов с массированным применением военной силы, в результате которой село Верхние Фундуклы было сожжено и все жители вывезены в Дулаг 241.
В 1944 году, после освобождения Крыма от фашистов, 12 августа 1944 года было принято постановление № ГОКО-6372с «О переселении колхозников в районы Крыма» и в сентябре 1944 года в район приехали первые новоселы (212 семей) из Ростовской, Киевской и Тамбовской областей, а в начале 1950-х годов последовала вторая волна переселенцев из различных областей Украины. С 25 июня 1946 года Верхние Фундуклы в составе Крымской области РСФСР. Указом Президиума Верховного Совета РСФСР, от 18 мая 1948 года, Верхние Фундуклы были переименованы в Верхние Орешники. 26 апреля 1954 года Крымская область была передана из состава РСФСР в состав УССР. После ликвидации в 1959 году Зуйского района, село включили в состав Симферопольского. Указом Президиума Верховного Совета УССР «Об укрупнении сельских районов Крымской области», от 30 декабря 1962 года Симферопольский район был упразднён и село присоединили к Белогорскому. По данным переписи 1989 года в селе проживало 153 человека. С 12 февраля 1991 года село в восстановленной Крымской АССР, 26 февраля 1992 года переименованной в Автономную Республику Крым. С 21 марта 2014 года в составе Крыма аннексировано Россией.